# Decarburazione
La decarburazione è un processo siderurgico che si attua per ridurre il contenuto di carbonio alla ghisa di prima fusione per renderla utilizzabile sia come ghisa che come acciaio.
I processi per la fabbricazione dell'acciaio possono essere di due tipi: 
- a carica liquida dove vengono utilizzati convertitori del tipo Bessemer (costituzione acida), Thomas (costituzione basica) e convertitori ad ossigeno ( L.D./O.B.M./ ecc.) ed al loro interno viene versata della ghisa liquida;
- a carica solida dove vengono utilizzati forni come il forno Martin-Siemens e il forno elettrico ed al loro interno viene inserita della ghisa liquida insieme ad altri rottami di ferro.

I convertitori di tipo Bessemer e Thomas non vengono tuttavia più utilizzati al giorno d'oggi in quanto obsoleti a causa soprattutto dell'impossibilità di effettuare scorificazioni dovuta al refrattario acido (Bessemer) e dalla piccola capacità e quindi dalla relativa ridotta produzione di entrambi. Ai giorni nostri sono quasi totalmente soppiantati dai convertitori ad ossigeno tipo L.D. (Linz-Donawitz) con una lancia verticale che "spara" ossigeno puro dall'alto sul bagno di metallo fuso, anche sottovuoto nel caso dei convertitori V.O.D.(Vacuum-Oxygen-Decarburization), o da quelli di tipo A.O.D. (Argon-Oxygen-Decarburization) che insufflano argon o azoto assieme all'ossigeno da tubiere disposte lateralmente in prossimità del fondo per diluire il monossido di carbonio formatosi, in modo da favorire la reazione che lo sprigiona.
La decarburazione prevede la reazione dell'ossigeno con il carbonio a dare monossido di carbonio (CO) e anidride carbonica ( CO2), secondo le reazioni di seguito riportate:
```
             A) 

  

    

      

        
2

        
C

        
+

        

          
O

          

            
2

          

        

        
−

        
−

        
>

        
2

        
C

        
O

      

    

    
{\displaystyle 2C+O_{2}-->2CO}

  

             B1) 

  

    

      

        
C

        
+

        

          
O

          

            
2

          

        

        
−

        
−

        
>

        
C

        

          
O

          

            
2

          

        

      

    

    
{\displaystyle C+O_{2}-->CO_{2}}

  

             B2) 

  

    

      

        
2

        
C

        
O

        
+

        

          
O

          

            
2

          

        

        
−

        
−

        
>

        
2

        
C

        

          
O

          

            
2

          

        

      

    

    
{\displaystyle 2CO+O_{2}-->2CO_{2}}

  

 ( post-combustione )
             C) 

  

    

      

        
C

        
+

        
F

        
e

        
O

        
−

        
−

        
>

        
F

        
e

        
+

        
C

        
O

      

    

    
{\displaystyle C+FeO-->Fe+CO}

  

```